# Власов, Иван Павлович
Ива́н Па́влович Вла́сов (15 [28] июля 1912, Теряевка, Саратовская губерния — 6 февраля 1957) — полковник Советской Армии, участник советско-финской и Великой Отечественной войн, Герой Советского Союза (1940).

## Биография
Иван Власов родился 15 (28) июля 1912 года в деревне Теряевка (ныне — Неверкинский район Пензенской области) в семье крестьянина. Получил среднее образование. В 1934 году он был призван на службу в Рабоче-крестьянскую Красную Армию. Окончил Вольскую и Борисоглебскую военные авиационные школы пилотов. Участвовал в советско-финской войне, в звании капитана командовал эскадрильей 50-го скоростного бомбардировочного авиаполка 18-й скоростной бомбардировочной авиабригады 7-й армии Северо-Западного фронта.
За время войны с Финляндией Власов совершил 52 боевых вылета. В январе 1940 года его эскадрилья способствовала успешному прорыву советскими войсками финской обороны, а в феврале — марте — захвату города Выборга (ныне — Ленинградская область).
Указом Президиума Верховного Совета СССР от 21 марта 1940 года за «образцовое выполнение боевых заданий командования и проявленные при этом отвагу и геройство» капитан Иван Власов был удостоен высокого звания Героя Советского Союза с вручением ордена Ленина и медали «Золотая Звезда» за номером 253.
Участвовал в Великой Отечественной войне. После её окончания продолжил службу в Советской Армии. 6 февраля 1957 года полковник Иван Власов погиб в авиакатастрофе. Похоронен на Богословском кладбище Санкт-Петербурга.
Был награждён двумя орденами Ленина (21.03.1940, 30.12.1956), двумя орденами Красного Знамени, орденом Отечественной войны 1-й степени, двумя орденами Красной Звезды, а также рядом медалей. В честь Власова названа улица в посёлке Верхозим.